# Drusus demirsoyi
Drusus demirsoyi là một loài Trichoptera trong họ Limnephilidae. Chúng phân bố ở miền Cổ bắc.